# Disney+
Disney+ — американський інтернет-сервіс у форматі «відео за запитом» від Walt Disney Direct-to-Consumer & International, підрозділу The Walt Disney Company. Запуск сервісу в Сполучених Штатах відбувся 12 листопада 2019 року. Він фокусується на кіно та телевізійному контенті від Walt Disney Studios та Walt Disney Television. Сервіс має нові оригінальні фільми й телесеріали, включаючи контент від Disney, Pixar, Marvel, Lucasfilm, National Geographic та 20th Century Fox.

## Історія
8 листопада 2018 року головний виконавчий директор Disney, Боб Айґер оголосив, що сервіс буде названо Disney+, і компанія планує його запустити в кінці 2019 року. Повідомлялося про запуск сервісу у вересні, але 11 квітня 2019 року Disney оголосив, що Disney+ буде запущено 12 листопада 2019 року. В компанії Disney заявили, що планують запустити сервіс по всьому світу протягом наступних двох років з прицілом на країни Західної Європи та Азійсько-тихоокеанського регіону наприкінці 2019 року та на початку 2020 року, а також в країнах Східної Європи та Латинської Америки в кінці 2020 року. Терміни міжнародних запусків пов'язані з придбанням або закінченням чинних угод про права на трансляцію контенту Disney.

## Контент
В основі сервісу лежатиме контент головних розважальних студій Disney, серед яких: Walt Disney Pictures, Walt Disney Animation Studios, Pixar, Marvel Studios, Lucasfilm, 20th Century Fox та National Geographic. Сервіс буде працювати в тій же сфері разом з Hulu, у якого Disney отримав контрольний пакет акцій після придбання 20th Century Fox. За словами Боба Айґер, Disney+ буде орієнтований саме на сімейно розваги (не несучи жодного вмісту R-рейтингу), а Hulu залишиться орієнтованим на загальні розваги.
Очікується, що Disney+ буде мати приблизно 7000 епізодів серіалів і 500 фільмів, включаючи вміст Disney, Pixar, Marvel Studios, Lucasfilm і National Geographic, а також серіали Disney Channel та сімейні фільми та серіали від 20th Century Fox разом з ABC Studios. Нові релізи від 20th Century Fox не будуть одразу доступні ні на Disney+, ні на Hulu, оскільки Fox має угоди з HBO до 2022 року. «Капітан Марвел» стане першим кінотеатрально випущеним фільмом Disney, який буде доступний ексклюзивно на Disney+. За словами Боба Айгера, Disney+ в кінцевому підсумку збере всю бібліотеку фільмів Disney, включаючи фільми, які зараз знаходяться під брендом «Disney Vault». Сервіс буде також мати ексклюзивні права на «Сімпсонів», з усіма тридцятьма сезонами мультсеріалу, доступними під час запуску.
Спочатку було незрозуміло, чи будуть доступні перші шість фільмів франшизи «Зоряних воєн» під час запуску сервісу, оскільки TBS мав права на їхню трансляцію до 2024 як частину своїх кабельних прав на франшизу, але 11 квітня 2019 року було оголошено, що фільми будуть доступні на при запуску разом з фільмами «Зоряні війни: Пробудження Сили» та «Бунтар Один. Зоряні Війни. Історія».

## Підтримка пристроїв
Disney оголосила про плани надання доступу до свого потокового сервісу через веббраузери на ПК, а також через програми на цифрових медіаплеєрах (включаючи Roku та «ймовірний» Apple TV за даними Боба Айгера), через Smart TV, ігрові консолі та мобільні платформи. Контент буде транслюватися у роздільній здатності до 4K та з HDR, за його наявності.

## Запуск

Доступний
Підтверджений запуск
Розповсюдження третьою стороною
Немає поточного запуску чи оголошення

| Початок трансляції | Країна/Територія              | Партнер                                        |
| ------------------ | ----------------------------- | ---------------------------------------------- |
| 12 листопада 2019  | Канада                        | Жодного                                        |
| 12 листопада 2019  | Нідерланди                    | Жодного                                        |
| 12 листопада 2019  | США                           | Verizon                                        |
| 19 листопада 2019  | Австралія                     | Жодного                                        |
| 19 листопада 2019  | Нова Зеландія                 | Жодного                                        |
| 19 листопада 2019  | Пуерто-Рико                   | Жодного                                        |
| 24 березня 2020    | Австрія                       | Жодного                                        |
| 24 березня 2020    | Німеччина                     | Telekom                                        |
| 24 березня 2020    | Ірландія                      | Sky                                            |
| 24 березня 2020    | Італія                        | TIMvision                                      |
| 24 березня 2020    | Іспанія                       | Movistar+                                      |
| 24 березня 2020    | Швейцарія                     | Жодного                                        |
| 24 березня 2020    | Велика Британія               | Sky O2                                         |
| 2 квітня 2020      | Нормандські острови           | Жодного                                        |
| 2 квітня 2020      | Острів Мен                    | Жодного                                        |
| 3 квітня 2020      | Індія                         | Hotstar                                        |
| 7 квітня 2020      | Франція                       | Canal+                                         |
| 30 квітня 2020     | Монако                        | Жодного                                        |
| 30 квітня 2020     | Волліс і Футуна               | Canal+ Calédonie                               |
| 30 квітня 2020     | Нова Каледонія                | Canal+ Calédonie                               |
| 30 квітня 2020     | Французькі Антильські острови | Canal+ Caraïbes                                |
| 30 квітня 2020     | Французька Гвіана             | Canal+ Caraïbes                                |
| 11 червня 2020     | Японія                        | NTT Docomo                                     |
| 5 вересня 2020     | Індонезія                     | Hotstar, Telkomsel, Telkom Indonesia           |
| 15 вересня 2020    | Бельгія                       | Жодного                                        |
| 15 вересня 2020    | Данія                         | Жодного                                        |
| 15 вересня 2020    | Фінляндія                     | Жодного                                        |
| 15 вересня 2020    | Ісландія                      | Жодного                                        |
| 15 вересня 2020    | Люксембург                    | Жодного                                        |
| 15 вересня 2020    | Норвегія                      | Жодного                                        |
| 15 вересня 2020    | Португалія                    | Жодного                                        |
| 15 вересня 2020    | Швеція                        | Жодного                                        |
| 2 жовтня 2020      | Реюньйон                      | Canal+ Réunion                                 |
| 2 жовтня 2020      | Майотта                       | Canal+ Mayotte                                 |
| 2 жовтня 2020      | Маврикій                      | Canal+ Maurice                                 |
| 17 листопада 2020  | Аргентина                     | Cablevisión                                    |
| 17 листопада 2020  | Болівія                       | Visa                                           |
| 17 листопада 2020  | Бразилія                      | Globoplay, Bradesco, Next, Mercado Livre, Vivo |
| 17 листопада 2020  | Кариби                        | Visa                                           |
| 17 листопада 2020  | Чилі                          | Visa                                           |
| 17 листопада 2020  | Колумбія                      | Visa                                           |
| 17 листопада 2020  | Коста-Рика                    | Visa                                           |
| 17 листопада 2020  | Еквадор                       | Visa                                           |
| 17 листопада 2020  | Сальвадор                     | Visa                                           |
| 17 листопада 2020  | Гватемала                     | Visa                                           |
| 17 листопада 2020  | Гондурас                      | Visa                                           |
| 17 листопада 2020  | Мексика                       | Izzi Telecom, MercadoLibre, Telmex, Telcel     |
| 17 листопада 2020  | Нікарагуа                     | Visa                                           |
| 17 листопада 2020  | Панама                        | Visa                                           |
| 17 листопада 2020  | Парагвай                      | Visa                                           |
| 17 листопада 2020  | Перу                          | Visa                                           |
| 17 листопада 2020  | Уругвай                       | Visa                                           |
| 17 листопада 2020  | Венесуела                     | Жодного                                        |
| 23 лютого 2021     | Сінгапур                      | StarHub                                        |
| 1 червня 2021      | Малайзія                      | Hotstar, Astro                                 |
| 30 червня 2021     | Таїланд                       | Hotstar, AIS                                   |
| 27 жовтня 2021     | Японія (перезапуск)           | NTT Docomo                                     |
| 12 листопада 2021  | Південна Корея                | LG Uplus                                       |
| 12 листопада 2021  | Тайвань                       | Taiwan Mobile                                  |
| 16 листопада 2021  | Гонконг                       | Hong Kong Broadband Network                    |
| Літо 2022          | Андорра                       |                                                |
| Літо 2022          | Болгарія                      |                                                |
| Літо 2022          | Чехія                         |                                                |
| Літо 2022          | Греція                        |                                                |
| Літо 2022          | Угорщина                      |                                                |
| Літо 2022          | Ізраїль                       |                                                |
| Літо 2022          | Польща                        |                                                |
| Літо 2022          | Румунія                       |                                                |
| Літо 2022          | Сербія                        |                                                |
| Літо 2022          | Словаччина                    |                                                |
| Літо 2022          | ПАР                           |                                                |
| Літо 2022          | Туреччина                     |                                                |
| 2022               | Філіппіни                     | Hotstar                                        |
| 2022               | В'єтнам                       | Hotstar                                        |